# Општина Годинешти (Горж)
Годинешти (рум. Godineşti) општина је у Румунији у округу Горж.
Oпштина се налази на надморској висини од 184 m.